# Jonas Daniel Sommelius
Jonas Daniel Sommelius, född 26 december 1762 i Lillkyrka församling, Östergötlands län, död 1 april 1825 Gryts församling, Östergötlands län, var en svensk präst

## Biografi
Jonas Daniel Sommelius föddes 1762 och var son till en styrman. Han blev 1782 student vid Lunds universitet och prästvigdes 1788. Sommelius blev adjunkt i Gryts församling, 1790 i Östra Stenby församling, 1791 i Gistads församling och 1792 i Östra Skrukeby församling. Han blev 1795 kyrkoherde i Lillkyrka församling och 1819 i Gryts församling. Sommelius avled 1825 i Gryts församling.